# Entre-deux-Monts
Entre-deux-Monts là một xã trong vùng hành chính Franche-Comté, thuộc tỉnh Jura, quận Lons-le-Saunier, tổng Les Planches-en-Montagne, Pháp. Tọa độ địa lý của xã là 46° 38' vĩ độ bắc, 05° 58' kinh độ đông. Entre-deux-Monts nằm trên độ cao trung bình là 806 mét trên mực nước biển, có điểm thấp nhất là 713 mét và điểm cao nhất là 940 mét. Xã có diện tích 5.36 km², dân số vào thời điểm 2006 là 146 người; mật độ dân số là 27 người/km².

## Thông tin nhân khẩu
| 1962 | 1968 | 1975 | 1982 | 1990 | 1999 |
| ---- | ---- | ---- | ---- | ---- | ---- |
| 134  | 139  | 99   | 102  | 114  | 123  |